# آرس (فیلم)
آرس (به فرانسوی: Arès) یک فیلم علمی تخیلی در سبک ویران‌شهر فرانسوی به کارگردانی ژان پاتریک بنس که در سال ۲۰۱۶ منتشر شد. اولا راپاس در نقش بوکسوری بازی می‌کند که مجبور می‌شود یک داروی خطرناک جدید افزایش دهنده عملکرد را برای یکی از شرکت‌هایی که اکنون کنترل فرانسه را در اختیار دارد، آزمایش کند. این فیلم در ۲۱ اکتبر در کامیک کان پاریس به نمایش درآمد و در ۱۱ نوامبر ۲۰۱۶ در فرانسه منتشر شد.

## داستان
در دهه ۲۰۲۰، اقتصاد فرانسه سقوط می‌کند و شرکت‌ها بدهی آن را می‌خرند. بیش از ۱۵ درصد از جمعیت بیکار هستند و در کمپ‌های بی‌خانمان محقر زندگی می‌کنند - بزرگ‌ترین موجود در زیر برج ایفل. اگرچه هنوز اسماً یک جمهوری است، اما شرکت‌ها کنترل دولت را در دست می‌گیرند و اصلاحات گسترده‌ای را تصویب می‌کنند و بسیاری از صنایع را از مقررات خارج می‌کنند. در میان این تغییرات، دوپینگ و آزمایش انسانی قانونی است. با افزایش بی‌خانمانی و بیکاری، ورزش‌های جدید خشن معرفی می‌شوند. ورزشکاران توسط شرکت‌های داروسازی حمایت می‌شوند که داروهای جدید خود را روی آنها آزمایش می‌کنند. پس از یک شروع امیدوارکننده، بوکسور ردا، که با نام مستعار آرس مبارزه می‌کند، مجروح می‌شود و اسپانسر شرکت خود را از دست می‌دهد. او علاوه بر بازی در مسابقات وحشیانه در قفس به عنوان یک مبارز درجه پایین، برای یک نماینده شرکتی زن، آلتمن، که با او رابطه دارد، شغل می‌گیرد. دپارتمان پلیس تحت مدیریت شرکت، کارگران موقت بیکار را در دوره‌های ناآرامی‌های داخلی استخدام می‌کند و ردا یکی از محافظان ضد شورش در خط مقدم است. در طی یک شورش، او متوجه می‌شود که خواهرزاده‌اش (یکی از مدافعان مبارزه با شرکت‌ها) در ون پلیس قرار می‌گیرد و … 

## تم‌ها
آرس از رویدادهای جاری بدهی اوراق قرضه دولتی و حاکمیت شرکتی/عمومی به عنوان پس‌زمینه تاریخی استفاده می‌کند. همچنین ارجاعاتی به جنبش ژیله ژون از جمله صحنه‌هایی که جنبش جلیقه‌زردها‌ی پاریس را تکرار می‌کنند، دیده می‌شود. سطح بیکاری فرانسه، Le Chomage، یکی از نارضایتی های جنبش است. ارجاعات به بیگ فارما و بازاریابی مستقیم داروها به مردم با استفاده از رسانه های شرکتی نیز در فیلم نقش زیادی دارد.

## بازخوردها
در وب‌سایت جمع‌آوری نقد فرانسوی آلوسینه، آرس بر اساس ۱۴ بررسی از منتقدان حرفه‌ای دارای امتیاز متوسط ۳ از ۵ ستاره است. جردن مینتزر از هالیوود ریپورتر نوشت: «این فیلمی است که در بهترین لحظاتش بافت‌های دودآلود نئو شهری بلید رانر را بازبینی می‌کند، اما در غیر این صورت شبیه تلاقی مشکوک بین رینگ خونین و بابلیون ای.دی است.